# Coptocera nigronotatum
Coptocera nigronotatum is een keversoort uit de familie withaarkevers (Dascillidae). De wetenschappelijke naam van de soort is voor het eerst geldig gepubliceerd in 1910 door Pic.